# 钟萼鼠尾
钟萼鼠尾（学名：Salvia campanulata var. campanulata）为唇形科鼠尾草属下的一个变种。

## 扩展阅读
- 維基物種上的相關：钟萼鼠尾